# Cedral (São Paulo)
Pour les articles homonymes, voir Cedral.
Cedral est une municipalité brésilienne de l'État de São Paulo et la Microrégion de São José do Rio Preto.

## Démographie
| Évolution de la population (municipalité) | Évolution de la population (municipalité) | Évolution de la population (municipalité) | Évolution de la population (municipalité) |
| Année                                     | Population                                |                                           | %±                                        |
| ----------------------------------------- | ----------------------------------------- | ----------------------------------------- | ----------------------------------------- |
| 1940                                      | 9 918                                     |                                           | —                                         |
| 1950                                      | 9 624                                     |                                           | −3,0%                                     |
| 1960                                      | 9 162                                     |                                           | −4,8%                                     |
| 1970                                      | 6 527                                     |                                           | −28,8%                                    |
| 1980                                      | 6 203                                     |                                           | −5,0%                                     |
| 1991                                      | 5 704                                     |                                           | −8,0%                                     |
| 2000                                      | 6 700                                     |                                           | 17,5%                                     |
| 2010                                      | 7 972                                     |                                           | 19,0%                                     |
| 2022                                      | 12 618                                    |                                           | 58,3%                                     |
| ,                                         |                                           |                                           |                                           |